# Jリーグインターナショナルユースカップ
Jリーグインターナショナルユースカップ（J.LEAGUE INTERNATIONAL YOUTH CUP）とは2015年度から開催されているサッカーの第2種年代による大会。
ユース育成型チームの国際経験更なる増強を念頭において、Jリーグユース選手権大会本大会の上位チームに招待チームを交えて行われている。2020年は中止。

## 概要
- 大会名 「Jリーグインターナショナルユースカップ」
- 主催 日本サッカー協会、日本プロサッカーリーグ
- 協力 長野県サッカー協会、AC長野パルセイロ
- 後援 長野県、長野市、並びに両教育委員会

## 2015Jリーグインターナショナルユースカップ
第1回大会の2015Jリーグインターナショナルユースカップは2015年12月15日から12月19日にかけて開催。第23回Jリーグユース選手権大会決勝に出場した浦和と名古屋の2クラブが参加した。

### 概要
- 試合会場：南長野運動公園総合球技場
- 試合方式：1試合45分ハーフ（90分）、延長戦・PK戦は行わない。順位は勝ち点制とする。
- 順位：勝ち点が多いチームが上位とする。

### 参加クラブ
- 浦和レッズユース（2015Jユースカップ優勝クラブ）
- 名古屋グランパスU-18（同準優勝クラブ）
- AZアルクマール（2015年度オランダ最優秀育成クラブ）
- 全南ドラゴンズ（2015年度KリーグU-18チャンピオンシップ大会優勝クラブ）

### 順位表
| 順 | チーム               | 試 | 勝 | 分 | 敗 | 得 | 失 | 差 | 点 |
| -- | -------------------- | -- | -- | -- | -- | -- | -- | -- | -- |
| 1  | 浦和レッズユース (C) | 3  | 3  | 0  | 0  | 12 | 3  | +9 | 9  |
| 2  | 名古屋グランパスU-18 | 3  | 2  | 0  | 1  | 7  | 3  | +4 | 6  |
| 3  | AZアルクマール       | 3  | 1  | 0  | 2  | 1  | 6  | −5 | 3  |
| 4  | 全南ドラゴンズ       | 3  | 0  | 0  | 3  | 2  | 10 | −8 | 0  |

最終更新は2015年12月19日の試合終了時
出典: 2015Jリーグインターナショナルユースカップ順位表
順位の決定基準: 1.勝点 2.得失点差 3.総得点 4.当該チーム間の対戦成績（勝点、得失点差、総得点の順に比較）.

### 日程
出典: 2015Jリーグインターナショナルユースカップ日程・結果
| 2015年12月15日 | 浦和                          | 2 - 0 | アルクマール | 南長野運動公園総合球技場, 長野 |  |
| 11:00          | 影森宇京 72分 · 橋岡大樹 79分 |       |              |                                |  |

| 2015年12月15日 | 全南 | 0 - 2 | 名古屋                          | 南長野運動公園総合球技場, 長野 |  |
| 13:30          |      |       | 田中彰馬 45+1分 · 杉森考起 49分 |                                |  |

| 2015年12月17日 | アルクマール                  | 1 - 0 | 全南 | 南長野運動公園総合球技場,長野 |  |
| 11:00          | メース・フードメイカース 57分 |       |      |                               |  |

| 2015年12月17日 | 名古屋          | 1 - 3 | 浦和                               | 南長野運動公園総合球技場, 長野 |  |
| 13:30          | 川崎健太郎 47分 |       | 新井瑞希 6分, 16分 · 堀内千寛 88分 |                                |  |

| 2015年12月19日 | 浦和                                                                                        | 7 - 2 | 全南                                          | 南長野運動公園総合球技場, 長野 |  |
| 11:00          | 川上開斗 13分, 20分, 41分, 67分 · 新井瑞希 56分 · 渡辺陽 90+3分 · シマブク・カズヨシ 90+5分 |       | キム・スンジュ 33分 · キム・ヒョチャン 45+1分 |                                |  |

| 2015年12月19日 | アルクマール | 0 - 4 | 名古屋                                             | 南長野運動公園総合球技場, 長野 |  |
| 13:30          |              |       | 森晃太 8分, 64分 · 池庭諒耶 45分 · 杉森考起 90+1分 |                                |  |

## 2016Jリーグインターナショナルユースカップ
第2回大会の2016Jリーグインターナショナルユースカップは、2016年12月21日から12月25日にかけて開催。出場クラブが8チームに増えたほか、この時期は3年生が引退を迎えるため17歳以下の大会となった。

### 概要
- 試合会場：南長野運動公園総合球技場（長野Uスタジアム）、長野市営陸上競技場
- 試合方式：1試合40ハーフ（80分）、延長戦・PK戦は行わない。順位は勝ち点制とする。
- 順位：4チームによるグループステージ後、順位決定戦を行う。

### 参加クラブ
- FC東京U-18 (第24回Jリーグユース選手権大会 優勝)
- サンフレッチェ広島F.Cユース (同 準優勝)
- 松本山雅FC U-18 (同3位)
- 京都サンガF.C.U-18 (同 3位)

- 釜山アイパーク (2016 KリーグU-18 優勝)
- エストゥディアンテス・デ・ラ・プラタ
- フィゲイレンセFC
- パース・グローリーFC (Aリーグ 推薦[3])

### 試合結果

#### グループA
| 順 | チーム                               | 試 | 勝 | 分 | 敗 | 得 | 失 | 差 | 点 |
| -- | ------------------------------------ | -- | -- | -- | -- | -- | -- | -- | -- |
| 1  | 釜山アイパーク (C)                   | 3  | 3  | 0  | 0  | 8  | 10 | −2 | 9  |
| 2  | サンフレッチェ広島F.Cユース          | 3  | 1  | 1  | 1  | 9  | 7  | +2 | 4  |
| 2  | エストゥディアンテス・デ・ラ・プラタ | 3  | 1  | 1  | 1  | 4  | 3  | +1 | 4  |
| 4  | 京都サンガF.C.U-18                   | 3  | 0  | 2  | 1  | 3  | 4  | −1 | 2  |

最終更新は2016年12月23日の試合終了時
出典: 2016Jリーグインターナショナルユースカップ順位表
順位の決定基準: 1.勝点 2.得失点差 3.総得点 4.当該チーム間の対戦成績（勝点、得失点差、総得点の順に比較）.

| 第1節 12月21日 | 釜山                                      | 2 - 1    | エストゥディアンテス  | 長野Uスタジアム |  |
| 11:01          | イ・サンジュン 32分 · カン・ヨンウン 33分 | レポート | V.フェルナンデス 56分 |                 |  |

| 第1節 12月21日 | 広島          | 1 - 1    | 京都        | 長野市営陸上競技場 |  |
| 11:01          | 明比友宏 39分 | レポート | 財前淳 10分 |                    |  |

| 第2節 12月22日 | 広島          | 1 - 3    | エストゥディアンテス                                                                | 長野Uスタジアム |  |
| 11:01          | 岡野周太 26分 | レポート | イマノル・エンリケス 15分 · マティアス・ペレグリーニ 47分 · ナザレノ・コロンボ 64分 |                 |  |

| 第2節 12月22日 | 京都                          | 2 - 3    | 釜山                                                 | 長野市営陸上競技場 |  |
| 11:01          | 服部航平 78分 · 津野絢世 80分 | レポート | パク・サンミョン 5分, 68分 · イォ・ジュンウォン 13分 |                    |  |

| 第3節 12月24日 | 京都 | 0 - 0    | エストゥディアンテス | 長野Uスタジアム |  |
| 11:01          |      | レポート |                      |                 |  |

| 第3節 12月24日 | 広島                                                                | 7 - 3    | 釜山                                                              | 長野市営陸上競技場 |  |
| 11:01          | 満田誠 28分, 33分, 56分, 79分 · 明比友宏 31分, 54分 · 仙波大志 68分 | レポート | イォ・ジュンウォン 21分 · パク・チャンホ 70分 · アン・ソンギ 72分 |                    |  |

#### グループB
| 順 | チーム               | 試 | 勝 | 分 | 敗 | 得 | 失 | 差 | 点 |
| -- | -------------------- | -- | -- | -- | -- | -- | -- | -- | -- |
| 1  | フィゲイレンセFC (C) | 3  | 3  | 0  | 0  | 10 | 5  | +5 | 9  |
| 2  | FC東京U-18           | 3  | 2  | 0  | 1  | 13 | 5  | +8 | 6  |
| 3  | パース・グローリーFC | 3  | 1  | 0  | 2  | 4  | 10 | −6 | 3  |
| 4  | 松本山雅FC U-18      | 3  | 0  | 0  | 3  | 2  | 9  | −7 | 0  |

最終更新は2016年12月23日の試合終了時
出典: 2016Jリーグインターナショナルユースカップ順位表
順位の決定基準: 1.勝点 2.得失点差 3.総得点 4.当該チーム間の対戦成績（勝点、得失点差、総得点の順に比較）.

| 第1節 12月21日 | パース・グローリー    | 1 - 2    | フィゲイレンセ                    | 長野Uスタジアム |  |
| 13:31          | ゴモ・デュクリー 42分 | レポート | パトリック・フェヘイラ 28分, 50分 |                 |  |

| 第1節 12月21日 | FC東京                             | 3 - 0    | 松本 | 長野市営陸上競技場 |  |
| 13:30          | 久保建英 6分, 27分 · 今村涼一 49分 | レポート |      |                    |  |

| 第2節 12月22日 | FC東京                          | 3 - 5    | フィゲイレンセ | 長野Uスタジアム |  |
| 13:30          | 久保建英 46分, 50分 · 80分 (OG) | レポート | セルジオ・ミランダ 8分 · グスタボ・サントス 40+1分 · ウェズレイ・ホドリゲス 54分 · パトリック・フェヘイラ 55分 · ペドロ・ペレイラ 68分 |                 |  |

| 第2節 12月22日 | 松本          | 1 - 3    | パース・グローリー                                                            | 長野市営陸上競技場 |  |
| 13:31          | 前島皐月 73分 | レポート | イーサン・ブルックス 28分 · ササ・ジェジック 47分 · リリー・ワーランド 80+5分 |                    |  |

| 第3節 12月24日 | 松本          | 1 - 3    | フィゲイレンセ                                                                | 長野Uスタジアム |  |
| 13:32          | 山﨑拓実 10分 | レポート | マテウス・ソアレス 76分 · ウェズレイ・ホドリゲス 79分 · ジオゴ・ホーザ 80+3分 |                 |  |

| 第3節 12月24日 | FC東京                                                                                 | 7 - 0    | パース・グローリー | 長野市営陸上競技場 |  |
| 13:30          | 久保建英 9分 · 坂口祥尉 13分 · 今村涼一 22分, 48分 · 小林幹 56分, 80+2分 · 平川怜 79分 | レポート |                    |                    |  |

#### 順位決定戦
| 7位決定戦 12月25日 | 京都                          | 2 - 3    | 松本                                | 長野市営陸上競技場 |  |
| 10:00              | 江川慶城 30分 · 福岡慎平 55分 | レポート | 丸山航平 25分, 48分 · 手塚朋幸 71分 |                    |  |

| 5位決定戦 12月25日 | エストゥディアンテス        | 1 - 0    | パース・グローリー | 長野市営陸上競技場 |  |
| 12:30              | マティアス・ゴンザレス 19分 | レポート |                    |                    |  |

| 3位決定戦 12月25日 | 広島                                        | 3 - 4    | 東京                                             | 長野Uスタジアム |  |
| 11:01              | 明比友宏 22分 · 仙波大志 57分 · 川井歩 79分 | レポート | 小林幹 6分, 30分 · 小林真鷹 30分 · 久保建英 48分 |                 |  |

| 優勝決定戦 12月25日 | 釜山              | 1 - 1 (PK 7 - 8) | フィゲイレンセ      | 長野Uスタジアム |  |
| 13:31               | パク・ホヨン 14分 | レポート         | ジオゴ・ホーザ 45分 |                 |  |

### 最終順位
1. フィゲイレンセ
2. 釜山アイパーク
3. FC東京U-18
4. サンフレッチェ広島F.Cユース
5. エストゥディアンテス・デ・ラ・プラタ
6. パース・グローリーFC
7. 松本山雅FC U-18
8. 京都サンガF.C.U-18

## 2017Jリーグインターナショナルユースカップ
第3回大会の2017Jリーグインターナショナルユースカップは、2017年12月20日から12月24日にかけて開催。

### 概要
- 会場 - 長野Uスタジアム、長野市営陸上競技場
- 試合方式：80分、延長・PKなし。
- 参加年齢：2000年1月1日以降の選手。（1999年生まれのオーバーエージを最大2人まで参加可）

### 参加クラブ
- 京都サンガF.C.U-18（2017Jユースカップ優勝）
- ガンバ大阪ユース（2017Jユースカップ準優勝）
- サンフレッチェ広島ユース（2017Jユースカップ3位）
- 川崎フロンターレU-18（2017Jユースカップ3位）
- 浦項スティーラーズ（韓国）
- アソシアソン・シャペコエンセ・ジ・フチボウ（ブラジル）
- FKヴォイヴォディナ・ノヴィ・サド（セルビア）
- オリンピック・マルセイユ（フランス）

### 試合結果

#### グループA
| 順 | チーム               | 試 | 勝 | 分 | 敗 | 得 | 失 | 差 | 点 |
| -- | -------------------- | -- | -- | -- | -- | -- | -- | -- | -- |
| 1  | 京都サンガF.C.U-18   | 3  | 2  | 1  | 0  | 4  | 1  | +3 | 7  |
| 2  | 川崎フロンターレU-18 | 3  | 1  | 1  | 1  | 7  | 4  | +3 | 4  |
| 3  | ヴォイヴォディナ     | 3  | 1  | 1  | 1  | 2  | 5  | −3 | 4  |
| 4  | シャペコエンセ       | 3  | 0  | 1  | 2  | 1  | 4  | −3 | 1  |

出典: ２０１７Ｊリーグインターナショナルユースカップ対戦カード決定！！
順位の決定基準: 1.勝点 2.得失点差 3.総得点 4.当該チーム間の対戦成績（勝点、得失点差、総得点の順に比較）.

| 第1節 12月20日 | 京都サンガU-18 | 0-0 | ヴォイヴォディナ | 長野Uスタジアム |  |
| 11:00          |                |     |                  |                 |  |

| 第1節 12月20日 | 川崎フロンターレU-18 | 1-1 | シャペコエンセ | 長野市営陸上競技場 |  |
| 11:00          |                      |     |                |                    |  |

| 第2節 12月21日 | シャペコエンセ | 0-1 | ヴォイヴォディナ | 長野Uスタジアム |  |
| 11:00          |                |     |                  |                 |  |

| 第2節 12月21日 | 京都サンガU-18 | 2-1 | 川崎フロンターレU-18 | 長野市営陸上競技場 |  |
| 11:00          |                |     |                      |                    |  |

| 第3節 12月23日 | 川崎フロンターレU-18 | 5-1 | ヴォイヴォディナ | 長野Uスタジアム |  |
| 11:00          |                      |     |                  |                 |  |

| 第3節 12月23日 | 京都サンガU-18 | 2-0 | シャペコエンセ | 長野市営陸上競技場 |  |
| 11:00          |                |     |                |                    |  |

#### グループB
| 順 | チーム                   | 試 | 勝 | 分 | 敗 | 得 | 失 | 差 | 点 |
| -- | ------------------------ | -- | -- | -- | -- | -- | -- | -- | -- |
| 1  | ガンバ大阪ユース         | 3  | 2  | 1  | 0  | 10 | 3  | +7 | 7  |
| 2  | サンフレッチェ広島ユース | 3  | 2  | 1  | 0  | 7  | 3  | +4 | 7  |
| 3  | 浦項スティーラーズ       | 3  | 1  | 0  | 2  | 3  | 6  | −3 | 3  |
| 4  | オリンピック・マルセイユ | 3  | 0  | 0  | 3  | 4  | 12 | −8 | 0  |

出典: ２０１７Ｊリーグインターナショナルユースカップ対戦カード決定！！
順位の決定基準: 1.勝点 2.得失点差 3.総得点 4.当該チーム間の対戦成績（勝点、得失点差、総得点の順に比較）.

| 第1節 12月20日 | ガンバ大阪ユース | 2-1 | 浦項スティーラーズ | 長野Uスタジアム |  |
| 13:20          |                  |     |                    |                 |  |

| 第1節 12月20日 | サンフレッチェ広島ユース | 1-1 | オリンピック・マルセイユ | 長野市営陸上競技場 |  |
| 13:20          |                          |     |                          |                    |  |

| 第2節 12月21日 | オリンピック・マルセイユ | 1-2 | 浦項スティーラーズ | 長野Uスタジアム |  |
| 13:20          |                          |     |                    |                 |  |

| 第2節 12月21日 | ガンバ大阪ユース | 1-1 | サンフレッチェ広島ユース | 長野市営陸上競技場 |  |
| 13:20          |                  |     |                          |                    |  |

| 第3節 12月23日 | サンフレッチェ広島ユース | 3-0 | 浦項スティーラーズ | 長野Uスタジアム |  |
| 13:20          |                          |     |                    |                 |  |

| 第3節 12月23日 | ガンバ大阪ユース | 7-1 | オリンピック・マルセイユ | 長野市営陸上競技場 |  |
| 13:20          |                  |     |                          |                    |  |

#### 順位決定戦
| 7位決定戦 12月24日 | シャペコエンセ | 0（7）-（6）0 | マルセイユ | 長野市営陸上競技場 |  |
| 10:00              |                |               |            |                    |  |

| 3位決定戦 12月24日 | 川崎フロンターレU-18 | 0 - 1 | サンフレッチェ広島ユース | 長野市営陸上競技場 |  |
| 11:00              |                      |       |                          |                    |  |

| 5位決定戦 12月24日 | ヴォイヴォディナ | 4 - 1 | 浦項スティーラーズ | 長野Uスタジアム |  |
| 12:30              |                  |       |                    |                 |  |

| 1位決定戦 12月24日 | 京都サンガU-18 | 1 - 4 | ガンバ大阪ユース | 長野Uスタジアム |  |
| 13:30              |                |       |                  |                 |  |

### 順位表
1. ガンバ大阪ユース
2. 京都サンガU-18
3. サンフレッチェ広島ユース
4. 川崎フロンターレU-18
5. ヴォイヴォディナ
6. 浦項スティーラーズ
7. シャペコエンセ
8. オリンピック・マルセイユ

## 2018Jリーグインターナショナルユースカップ
第4回大会の2018Jリーグインターナショナルユースカップは、2018年12月19日から12月23日にかけて開催。

### 概要
- 会場 - 長野Uスタジアム、長野市営陸上競技場
- 参加資格 - 2001年1月1日生まれ以降、オーバーエージ（2000年生まれ）の選手を最大2人まで可。
- 大会方式 - 8チームを2グループに分けて、同順位同士で順位決定戦を行う。

### 参加クラブ
- 横浜F・マリノスユース
- アルビレックス新潟U-18
- 清水エスパルスユース
- ヴィッセル神戸U-18
- 蔚山現代FC
- ライト・トゥ・ドリーム・アカデミー
- ウルヴァーハンプトン・ワンダラーズFC
- CRフラメンゴ

## 2019Jリーグインターナショナルユースカップ
第5回大会の2019Jリーグインターナショナルユースカップは、2019年12月18日から12月22日にかけて開催。

### 概要
- 会場 - 長野Uスタジアム、長野市営陸上競技場
- 参加資格 - 2002年1月1日生まれ以降、オーバーエージ（2001年生まれ）の選手を最大2人まで可。オーバーエイジについては、FP2名またはGK2名の登録・出場は不可。
- 大会方式 - 8チームを2グループに分けて、同順位同士で順位決定戦を行う。

### 参加クラブ
- 大宮アルディージャU18
- 名古屋グランパスU-18
- ガンバ大阪ユース
- アビスパ福岡U-18
- 光州FC
- ライト・トゥ・ドリーム・アカデミー
- BKヘッケン
- CRフラメンゴ

## 2024Jリーグインターナショナルユースカップ
第6回大会の2024Jリーグインターナショナルユースカップは、2024年12月17日から12月21日にかけて開催。

### 概要
- 会場 - PEACE STADIUM Connected by SoftBank、ベネックス総合運動公園
- 参加資格 - 2007年1月1日生まれ以降。
- 大会方式 - 6チームを2グループに分けて、同順位同士で順位決定戦を行う。

### 参加クラブ
- 東京ヴェルディユース
- サンフレッチェ広島F.Cユース
- 水原三星ブルーウィングス
- FCソウル
- ライト・トゥ・ドリーム・アカデミー
- アイントラハト・フランクフルト